# Lista di asteroidi (697001-698000)
Di seguito una lista di asteroidi dal numero 697001  al 698000 con data di scoperta e scopritore.

## 697001–697100
| Nome   | Designazione provvisoria | Data di scoperta  | Scopritore          |
| ------ | ------------------------ | ----------------- | ------------------- |
| 697001 | 2016 UG18                | 20 ottobre 2016   | Mount Lemmon Survey |
| 697002 | 2016 UQ19                | 10 ottobre 2007   | Spacewatch          |
| 697003 | 2016 UV19                | 23 aprile 2011    | Spacewatch          |
| 697004 | 2016 UL22                | 31 agosto 2005    | NEAT                |
| 697005 | 2016 UP22                | 13 maggio 2015    | Mount Lemmon Survey |
| 697006 | 2016 UM24                | 2 ottobre 2016    | Mount Lemmon Survey |
| 697007 | 2016 UO24                | 27 settembre 2016 | Pan-STARRS          |
| 697008 | 2016 UH25                | 29 marzo 2014     | Mount Lemmon Survey |
| 697009 | 2016 UB27                | 2 ottobre 2016    | Mount Lemmon Survey |
| 697010 | 2016 UQ32                | 23 ottobre 2016   | Mount Lemmon Survey |
| 697011 | 2016 UU32                | 2 ottobre 2016    | Mount Lemmon Survey |
| 697012 | 2016 UB34                | 6 ottobre 2012    | Pan-STARRS          |
| 697013 | 2016 UD34                | 30 settembre 2003 | Spacewatch          |
| 697014 | 2016 UT34                | 17 giugno 2015    | Pan-STARRS          |
| 697015 | 2016 UO35                | 9 novembre 2007   | Spacewatch          |
| 697016 | 2016 UR35                | 29 dicembre 2008  | Spacewatch          |
| 697017 | 2016 UU37                | 17 gennaio 2013   | Pan-STARRS          |
| 697018 | 2016 UR42                | 30 agosto 2016    | Mount Lemmon Survey |
| 697019 | 2016 UR45                | 29 agosto 2006    | Spacewatch          |
| 697020 | 2016 UJ51                | 25 ottobre 2016   | Pan-STARRS          |
| 697021 | 2016 UF52                | 5 settembre 2002  | LINEAR              |
| 697022 | 2016 UX53                | 19 settembre 2006 | Spacewatch          |
| 697023 | 2016 UD54                | 2 aprile 2009     | Mount Lemmon Survey |
| 697024 | 2016 UJ56                | 10 dicembre 2009  | Mount Lemmon Survey |
| 697025 | 2016 UM56                | 26 ottobre 2016   | Pan-STARRS          |
| 697026 | 2016 UV57                | 19 aprile 2012    | Mount Lemmon Survey |
| 697027 | 2016 UQ60                | 19 marzo 2009     | Mount Lemmon Survey |
| 697028 | 2016 UD61                | 12 maggio 2007    | Spacewatch          |
| 697029 | 2016 UE65                | 1 febbraio 2009   | Spacewatch          |
| 697030 | 2016 UQ69                | 19 luglio 2015    | Pan-STARRS          |
| 697031 | 2016 UO73                | 11 ottobre 2016   | Mount Lemmon Survey |
| 697032 | 2016 UB74                | 27 settembre 2006 | Mount Lemmon Survey |
| 697033 | 2016 UM79                | 21 maggio 2011    | Mount Lemmon Survey |
| 697034 | 2016 UT79                | 7 ottobre 2016    | Mount Lemmon Survey |
| 697035 | 2016 UB81                | 25 ottobre 2016   | Pan-STARRS          |
| 697036 | 2016 UR81                | 26 maggio 2015    | Pan-STARRS          |
| 697037 | 2016 UX82                | 26 settembre 2011 | Pan-STARRS          |
| 697038 | 2016 UH84                | 25 settembre 2006 | Spacewatch          |
| 697039 | 2016 UP84                | 10 gennaio 2013   | Pan-STARRS          |
| 697040 | 2016 UT84                | 26 settembre 2011 | Mount Lemmon Survey |
| 697041 | 2016 UU85                | 30 settembre 2005 | Mount Lemmon Survey |
| 697042 | 2016 UP86                | 30 settembre 2016 | Pan-STARRS          |
| 697043 | 2016 UD87                | 20 ottobre 2016   | Mount Lemmon Survey |
| 697044 | 2016 UT87                | 27 agosto 2006    | Spacewatch          |
| 697045 | 2016 UG89                | 24 ottobre 2011   | Pan-STARRS          |
| 697046 | 2016 UE93                | 26 ottobre 2011   | Pan-STARRS          |
| 697047 | 2016 UC98                | 23 settembre 2011 | Mount Lemmon Survey |
| 697048 | 2016 UE98                | 7 aprile 2005     | Mount Lemmon Survey |
| 697049 | 2016 UK98                | 20 settembre 2011 | Mount Lemmon Survey |
| 697050 | 2016 UX98                | 23 settembre 2011 | Pan-STARRS          |
| 697051 | 2016 UO99                | 26 ottobre 2016   | Pan-STARRS          |
| 697052 | 2016 UP102               | 30 settembre 2016 | Pan-STARRS          |
| 697053 | 2016 UV103               | 7 maggio 2014     | Pan-STARRS          |
| 697054 | 2016 UC104               | 1 ottobre 2005    | Mount Lemmon Survey |
| 697055 | 2016 UX105               | 27 agosto 2011    | Pan-STARRS          |
| 697056 | 2016 UH112               | 26 ottobre 2016   | Pan-STARRS          |
| 697057 | 2016 UT112               | 27 luglio 2011    | Pan-STARRS          |
| 697058 | 2016 UK115               | 27 ottobre 2016   | Mount Lemmon Survey |
| 697059 | 2016 UZ123               | 23 settembre 2012 | L. Elenin           |
| 697060 | 2016 US125               | 15 maggio 2015    | Pan-STARRS          |
| 697061 | 2016 UU125               | 19 ottobre 2011   | Spacewatch          |
| 697062 | 2016 UZ127               | 20 maggio 2015    | Pan-STARRS          |
| 697063 | 2016 UG131               | 20 gennaio 2009   | Mount Lemmon Survey |
| 697064 | 2016 UY131               | 23 aprile 2014    | CTIO-DECam          |
| 697065 | 2016 UA132               | 5 aprile 2008     | Spacewatch          |
| 697066 | 2016 UJ133               | 26 ottobre 2011   | Pan-STARRS          |
| 697067 | 2016 UP134               | 24 ottobre 2005   | Spacewatch          |
| 697068 | 2016 UK138               | 8 marzo 2008      | Mount Lemmon Survey |
| 697069 | 2016 UG139               | 26 giugno 2015    | Pan-STARRS          |
| 697070 | 2016 UF141               | 9 ottobre 2016    | Pan-STARRS          |
| 697071 | 2016 UL142               | 30 ottobre 2011   | V. Gerke            |
| 697072 | 2016 UJ144               | 11 aprile 2005    | Mount Lemmon Survey |
| 697073 | 2016 UL144               | 28 luglio 2011    | Pan-STARRS          |
| 697074 | 2016 UF146               | 17 settembre 1995 | Spacewatch          |
| 697075 | 2016 UR156               | 26 ottobre 2016   | Pan-STARRS          |
| 697076 | 2016 UJ192               | 21 maggio 2014    | Pan-STARRS          |
| 697077 | 2016 UJ193               | 15 giugno 2015    | Mount Lemmon Survey |
| 697078 | 2016 UB203               | 26 ottobre 2016   | Pan-STARRS          |
| 697079 | 2016 UE207               | 19 luglio 2015    | Pan-STARRS          |
| 697080 | 2016 UQ246               | 20 ottobre 2016   | Mount Lemmon Survey |
| 697081 | 2016 UJ247               | 20 ottobre 2016   | Mount Lemmon Survey |
| 697082 | 2016 UQ247               | 20 ottobre 2016   | Mount Lemmon Survey |
| 697083 | 2016 UZ247               | 28 ottobre 2016   | Pan-STARRS          |
| 697084 | 2016 UB248               | 21 ottobre 2016   | Mount Lemmon Survey |
| 697085 | 2016 UU248               | 30 ottobre 2016   | CSS                 |
| 697086 | 2016 UB249               | 26 ottobre 2016   | Pan-STARRS          |
| 697087 | 2016 UM249               | 27 ottobre 2016   | Mount Lemmon Survey |
| 697088 | 2016 UB251               | 19 ottobre 2016   | Pan-STARRS          |
| 697089 | 2016 UO251               | 1 ottobre 2016    | Mount Lemmon Survey |
| 697090 | 2016 UX251               | 28 ottobre 2016   | Pan-STARRS          |
| 697091 | 2016 UB252               | 25 ottobre 2016   | Pan-STARRS          |
| 697092 | 2016 UA256               | 31 ottobre 2016   | Mount Lemmon Survey |
| 697093 | 2016 UF261               | 28 ottobre 2016   | Pan-STARRS          |
| 697094 | 2016 UY266               | 19 ottobre 2016   | Pan-STARRS          |
| 697095 | 2016 UN268               | 26 febbraio 2014  | Pan-STARRS          |
| 697096 | 2016 UZ268               | 23 ottobre 2016   | Mount Lemmon Survey |
| 697097 | 2016 UG270               | 27 ottobre 2016   | Mount Lemmon Survey |
| 697098 | 2016 UZ271               | 30 ottobre 2016   | Mount Lemmon Survey |
| 697099 | 2016 UV275               | 28 ottobre 2016   | Pan-STARRS          |
| 697100 | 2016 UY275               | 28 ottobre 2016   | Pan-STARRS          |

## 697101–697200
| Nome   | Designazione provvisoria | Data di scoperta  | Scopritore              |
| ------ | ------------------------ | ----------------- | ----------------------- |
| 697101 | 2016 UA276               | 21 ottobre 2016   | Mount Lemmon Survey     |
| 697102 | 2016 UG276               | 19 ottobre 2016   | Mount Lemmon Survey     |
| 697103 | 2016 UW277               | 31 marzo 2004     | Spacewatch              |
| 697104 | 2016 UD278               | 28 ottobre 2016   | Pan-STARRS              |
| 697105 | 2016 UX278               | 27 ottobre 2016   | Mount Lemmon Survey     |
| 697106 | 2016 UT279               | 29 ottobre 2016   | Mount Lemmon Survey     |
| 697107 | 2016 UO285               | 21 ottobre 2016   | Mount Lemmon Survey     |
| 697108 | 2016 UE290               | 27 ottobre 2016   | Mount Lemmon Survey     |
| 697109 | 2016 VA7                 | 29 marzo 2006     | Spacewatch              |
| 697110 | 2016 VL10                | 13 ottobre 2016   | Pan-STARRS              |
| 697111 | 2016 VW10                | 21 ottobre 2011   | Pan-STARRS              |
| 697112 | 2016 VM11                | 29 settembre 2011 | Spacewatch              |
| 697113 | 2016 VQ11                | 21 ottobre 2011   | Mount Lemmon Survey     |
| 697114 | 2016 VE12                | 16 giugno 2015    | Pan-STARRS              |
| 697115 | 2016 VS12                | 10 agosto 2015    | Pan-STARRS              |
| 697116 | 2016 VW12                | 30 settembre 2005 | Mount Lemmon Survey     |
| 697117 | 2016 VH13                | 30 agosto 2011    | Pan-STARRS              |
| 697118 | 2016 VY13                | 13 marzo 2005     | Spacewatch              |
| 697119 | 2016 VH17                | 7 maggio 2014     | Pan-STARRS              |
| 697120 | 2016 VQ19                | 15 novembre 2015  | Pan-STARRS              |
| 697121 | 2016 VZ21                | 12 ottobre 2016   | Mount Lemmon Survey     |
| 697122 | 2016 VW27                | 5 novembre 2016   | Mount Lemmon Survey     |
| 697123 | 2016 VT28                | 6 novembre 2016   | Mount Lemmon Survey     |
| 697124 | 2016 VM29                | 6 novembre 2016   | Mount Lemmon Survey     |
| 697125 | 2016 VR29                | 11 novembre 2016  | Mount Lemmon Survey     |
| 697126 | 2016 VV29                | 11 novembre 2016  | Mount Lemmon Survey     |
| 697127 | 2016 VB30                | 10 novembre 2016  | Mount Lemmon Survey     |
| 697128 | 2016 VE31                | 4 novembre 2016   | Pan-STARRS              |
| 697129 | 2016 VL31                | 10 novembre 2016  | Pan-STARRS              |
| 697130 | 2016 VT31                | 4 novembre 2016   | Pan-STARRS              |
| 697131 | 2016 VW32                | 4 novembre 2016   | Pan-STARRS              |
| 697132 | 2016 VC34                | 5 novembre 2016   | Pan-STARRS              |
| 697133 | 2016 VX34                | 3 dicembre 2015   | Pan-STARRS              |
| 697134 | 2016 VE36                | 4 novembre 2016   | Pan-STARRS              |
| 697135 | 2016 VZ45                | 3 novembre 2016   | Pan-STARRS              |
| 697136 | 2016 VD49                | 10 novembre 2016  | Pan-STARRS              |
| 697137 | 2016 VG49                | 6 novembre 2016   | Mount Lemmon Survey     |
| 697138 | 2016 VP52                | 5 novembre 2016   | Mount Lemmon Survey     |
| 697139 | 2016 VF53                | 10 novembre 2016  | Pan-STARRS              |
| 697140 | 2016 VG55                | 4 novembre 2016   | Pan-STARRS              |
| 697141 | 2016 VP55                | 20 maggio 2014    | Pan-STARRS              |
| 697142 | 2016 VC56                | 7 novembre 2016   | Pan-STARRS              |
| 697143 | 2016 VE56                | 7 novembre 2016   | Spacewatch              |
| 697144 | 2016 VC57                | 6 novembre 2016   | Pan-STARRS              |
| 697145 | 2016 VT57                | 10 novembre 2016  | Pan-STARRS              |
| 697146 | 2016 VY57                | 8 novembre 2016   | Pan-STARRS              |
| 697147 | 2016 VK59                | 5 novembre 2016   | Pan-STARRS              |
| 697148 | 2016 VH63                | 4 novembre 2016   | Pan-STARRS              |
| 697149 | 2016 VP63                | 5 novembre 2016   | Mount Lemmon Survey     |
| 697150 | 2016 VW66                | 3 novembre 2016   | Pan-STARRS              |
| 697151 | 2016 WA5                 | 25 ottobre 2016   | Pan-STARRS              |
| 697152 | 2016 WZ5                 | 19 novembre 2003  | Spacewatch              |
| 697153 | 2016 WS6                 | 10 novembre 2016  | Pan-STARRS              |
| 697154 | 2016 WP10                | 12 ottobre 2005   | Spacewatch              |
| 697155 | 2016 WU15                | 8 gennaio 2007    | Mount Lemmon Survey     |
| 697156 | 2016 WF17                | 26 ottobre 2016   | Pan-STARRS              |
| 697157 | 2016 WM20                | 25 ottobre 2005   | Spacewatch              |
| 697158 | 2016 WN20                | 4 novembre 2016   | Pan-STARRS              |
| 697159 | 2016 WJ21                | 12 maggio 2013    | Pan-STARRS              |
| 697160 | 2016 WM21                | 26 aprile 2014    | S. Mottola, S. Hellmich |
| 697161 | 2016 WG24                | 12 ottobre 2016   | Mount Lemmon Survey     |
| 697162 | 2016 WK25                | 27 dicembre 2006  | Mount Lemmon Survey     |
| 697163 | 2016 WU27                | 12 settembre 2016 | Mount Lemmon Survey     |
| 697164 | 2016 WB32                | 24 novembre 2016  | Mount Lemmon Survey     |
| 697165 | 2016 WC32                | 24 novembre 2016  | Mount Lemmon Survey     |
| 697166 | 2016 WR32                | 18 novembre 2016  | Mount Lemmon Survey     |
| 697167 | 2016 WE34                | 8 agosto 2015     | Pan-STARRS 2            |
| 697168 | 2016 WL35                | 10 novembre 2016  | Spacewatch              |
| 697169 | 2016 WC38                | 23 ottobre 2016   | Mount Lemmon Survey     |
| 697170 | 2016 WG41                | 3 maggio 2014     | Mount Lemmon Survey     |
| 697171 | 2016 WY43                | 7 maggio 2014     | Pan-STARRS              |
| 697172 | 2016 WL45                | 17 giugno 2015    | Pan-STARRS              |
| 697173 | 2016 WO46                | 4 novembre 2016   | Pan-STARRS              |
| 697174 | 2016 WJ48                | 26 ottobre 2016   | Pan-STARRS              |
| 697175 | 2016 WT50                | 4 novembre 2005   | Spacewatch              |
| 697176 | 2016 WH58                | 31 ottobre 2005   | Spacewatch              |
| 697177 | 2016 WR60                | 11 novembre 2016  | Mount Lemmon Survey     |
| 697178 | 2016 WE61                | 28 novembre 2016  | Pan-STARRS              |
| 697179 | 2016 WR62                | 19 novembre 2016  | Mount Lemmon Survey     |
| 697180 | 2016 WS62                | 23 novembre 2016  | Mount Lemmon Survey     |
| 697181 | 2016 WW63                | 20 novembre 2016  | Mount Lemmon Survey     |
| 697182 | 2016 WT69                | 25 novembre 2016  | Mount Lemmon Survey     |
| 697183 | 2016 WJ72                | 28 novembre 2016  | Pan-STARRS              |
| 697184 | 2016 WL75                | 29 ottobre 2016   | Mount Lemmon Survey     |
| 697185 | 2016 WU76                | 18 novembre 2016  | Mount Lemmon Survey     |
| 697186 | 2016 WA78                | 25 novembre 2016  | Mount Lemmon Survey     |
| 697187 | 2016 WB78                | 19 novembre 2016  | Mount Lemmon Survey     |
| 697188 | 2016 WB80                | 24 novembre 2016  | Pan-STARRS              |
| 697189 | 2016 WL81                | 2 novembre 2010   | Mount Lemmon Survey     |
| 697190 | 2016 WA83                | 25 novembre 2016  | Mount Lemmon Survey     |
| 697191 | 2016 WB85                | 28 novembre 2016  | Pan-STARRS              |
| 697192 | 2016 WC85                | 20 novembre 2016  | Mount Lemmon Survey     |
| 697193 | 2016 XS                  | 6 novembre 2005   | Mount Lemmon Survey     |
| 697194 | 2016 XE3                 | 17 ottobre 2010   | Mount Lemmon Survey     |
| 697195 | 2016 XB6                 | 31 agosto 2005    | Spacewatch              |
| 697196 | 2016 XF9                 | 4 dicembre 2016   | Mount Lemmon Survey     |
| 697197 | 2016 XZ9                 | 29 agosto 2005    | Spacewatch              |
| 697198 | 2016 XA11                | 6 dicembre 2011   | Pan-STARRS              |
| 697199 | 2016 XN11                | 4 dicembre 2016   | Mount Lemmon Survey     |
| 697200 | 2016 XT11                | 18 ottobre 2006   | Spacewatch              |

## 697201–697300
| Nome   | Designazione provvisoria | Data di scoperta  | Scopritore                |
| ------ | ------------------------ | ----------------- | ------------------------- |
| 697201 | 2016 XD12                | 4 dicembre 2016   | Spacewatch                |
| 697202 | 2016 XQ12                | 20 febbraio 2009  | Mount Lemmon Survey       |
| 697203 | 2016 XY14                | 30 novembre 2005  | Mount Lemmon Survey       |
| 697204 | 2016 XY16                | 14 settembre 2007 | Mount Lemmon Survey       |
| 697205 | 2016 XW24                | 9 ottobre 2010    | Mount Lemmon Survey       |
| 697206 | 2016 XF25                | 4 dicembre 2016   | Mount Lemmon Survey       |
| 697207 | 2016 XR26                | 4 dicembre 2016   | Mount Lemmon Survey       |
| 697208 | 2016 XJ32                | 1 dicembre 2016   | Mount Lemmon Survey       |
| 697209 | 2016 XE33                | 8 dicembre 2016   | Mount Lemmon Survey       |
| 697210 | 2016 XG33                | 1 dicembre 2016   | Mount Lemmon Survey       |
| 697211 | 2016 XN34                | 27 luglio 2015    | Pan-STARRS                |
| 697212 | 2016 XW35                | 5 dicembre 2016   | Mount Lemmon Survey       |
| 697213 | 2016 XY35                | 9 dicembre 2016   | Mount Lemmon Survey       |
| 697214 | 2016 XD36                | 4 dicembre 2016   | Mount Lemmon Survey       |
| 697215 | 2016 XA37                | 1 dicembre 2016   | Mount Lemmon Survey       |
| 697216 | 2016 YG2                 | 2 novembre 2010   | Mount Lemmon Survey       |
| 697217 | 2016 YN2                 | 24 aprile 1998    | C. Veillet                |
| 697218 | 2016 YW8                 | 28 novembre 2006  | Mount Lemmon Survey       |
| 697219 | 2016 YA9                 | 1 dicembre 2016   | Mount Lemmon Survey       |
| 697220 | 2016 YQ11                | 23 gennaio 2006   | CSS                       |
| 697221 | 2016 YW12                | 29 marzo 2012     | Pan-STARRS                |
| 697222 | 2016 YJ17                | 23 dicembre 2016  | Pan-STARRS                |
| 697223 | 2016 YZ17                | 23 dicembre 2016  | Pan-STARRS                |
| 697224 | 2016 YW18                | 27 dicembre 2016  | Mount Lemmon Survey       |
| 697225 | 2016 YH20                | 24 dicembre 2016  | Mount Lemmon Survey       |
| 697226 | 2016 YW20                | 24 dicembre 2016  | Pan-STARRS                |
| 697227 | 2016 YX20                | 23 dicembre 2016  | Pan-STARRS                |
| 697228 | 2016 YC21                | 27 dicembre 2016  | Mount Lemmon Survey       |
| 697229 | 2016 YH21                | 23 dicembre 2016  | Pan-STARRS                |
| 697230 | 2016 YL27                | 27 dicembre 2016  | Mount Lemmon Survey       |
| 697231 | 2016 YC28                | 23 dicembre 2016  | Pan-STARRS                |
| 697232 | 2016 YE30                | 22 dicembre 2016  | Pan-STARRS                |
| 697233 | 2016 YX30                | 27 dicembre 2016  | Mount Lemmon Survey       |
| 697234 | 2016 YZ30                | 23 dicembre 2016  | Pan-STARRS                |
| 697235 | 2016 YF34                | 29 dicembre 2016  | C. Rinner                 |
| 697236 | 2017 AE1                 | 12 settembre 2015 | Pan-STARRS                |
| 697237 | 2017 AH1                 | 12 settembre 2015 | Pan-STARRS                |
| 697238 | 2017 AM2                 | 1 ottobre 2003    | Spacewatch                |
| 697239 | 2017 AP2                 | 7 novembre 2015   | Mount Lemmon Survey       |
| 697240 | 2017 AQ2                 | 29 giugno 2014    | Mount Lemmon Survey       |
| 697241 | 2017 AU6                 | 8 aprile 2003     | Spacewatch                |
| 697242 | 2017 AK9                 | 24 luglio 2015    | Pan-STARRS                |
| 697243 | 2017 AH10                | 3 gennaio 2017    | Pan-STARRS                |
| 697244 | 2017 AG12                | 24 marzo 2006     | Mount Lemmon Survey       |
| 697245 | 2017 AG14                | 2 novembre 2010   | Mount Lemmon Survey       |
| 697246 | 2017 AK14                | 9 ottobre 2015    | PMO NEO                   |
| 697247 | 2017 AH16                | 4 dicembre 2010   | Mount Lemmon Survey       |
| 697248 | 2017 AL16                | 21 agosto 2015    | Pan-STARRS                |
| 697249 | 2017 AY16                | 28 agosto 2014    | Pan-STARRS                |
| 697250 | 2017 AD17                | 11 dicembre 2009  | Mount Lemmon Survey       |
| 697251 | 2017 AY17                | 19 aprile 2013    | Pan-STARRS                |
| 697252 | 2017 AW19                | 8 novembre 2016   | Pan-STARRS                |
| 697253 | 2017 AT21                | 12 febbraio 2008  | Spacewatch                |
| 697254 | 2017 AF24                | 4 luglio 2014     | Pan-STARRS                |
| 697255 | 2017 AD34                | 3 gennaio 2017    | Pan-STARRS                |
| 697256 | 2017 AF35                | 3 gennaio 2017    | Pan-STARRS                |
| 697257 | 2017 AQ35                | 5 gennaio 2017    | Mount Lemmon Survey       |
| 697258 | 2017 AV35                | 5 gennaio 2017    | Mount Lemmon Survey       |
| 697259 | 2017 AW35                | 7 gennaio 2017    | Mount Lemmon Survey       |
| 697260 | 2017 AY36                | 7 gennaio 2017    | Mount Lemmon Survey       |
| 697261 | 2017 AC37                | 3 gennaio 2017    | Pan-STARRS                |
| 697262 | 2017 AS42                | 2 gennaio 2017    | Pan-STARRS                |
| 697263 | 2017 AB46                | 24 ottobre 2005   | Osservatorio di Mauna Kea |
| 697264 | 2017 AK46                | 3 gennaio 2017    | Pan-STARRS                |
| 697265 | 2017 AR46                | 2 gennaio 2017    | Pan-STARRS                |
| 697266 | 2017 AZ47                | 2 gennaio 2017    | Pan-STARRS                |
| 697267 | 2017 AO49                | 4 gennaio 2017    | Pan-STARRS                |
| 697268 | 2017 AW49                | 5 gennaio 2017    | Mount Lemmon Survey       |
| 697269 | 2017 AQ51                | 3 gennaio 2017    | Pan-STARRS                |
| 697270 | 2017 AR52                | 7 gennaio 2017    | Mount Lemmon Survey       |
| 697271 | 2017 BH2                 | 20 gennaio 2008   | Spacewatch                |
| 697272 | 2017 BN4                 | 21 agosto 2015    | Pan-STARRS                |
| 697273 | 2017 BC5                 | 24 gennaio 2007   | Spacewatch                |
| 697274 | 2017 BD7                 | 2 ottobre 2015    | Pan-STARRS                |
| 697275 | 2017 BJ13                | 17 ottobre 2010   | Mount Lemmon Survey       |
| 697276 | 2017 BF15                | 20 marzo 2001     | Spacewatch                |
| 697277 | 2017 BJ16                | 19 gennaio 2012   | Pan-STARRS                |
| 697278 | 2017 BA17                | 26 febbraio 2012  | Pan-STARRS                |
| 697279 | 2017 BM17                | 30 settembre 2005 | Osservatorio di Mauna Kea |
| 697280 | 2017 BM18                | 26 gennaio 2017   | Mount Lemmon Survey       |
| 697281 | 2017 BR20                | 26 gennaio 2006   | Mount Lemmon Survey       |
| 697282 | 2017 BZ20                | 8 febbraio 2008   | Spacewatch                |
| 697283 | 2017 BA22                | 30 gennaio 2006   | Spacewatch                |
| 697284 | 2017 BQ23                | 13 gennaio 2008   | Spacewatch                |
| 697285 | 2017 BX23                | 20 giugno 2014    | Pan-STARRS                |
| 697286 | 2017 BP26                | 20 novembre 2006  | Spacewatch                |
| 697287 | 2017 BH27                | 7 gennaio 2006    | Spacewatch                |
| 697288 | 2017 BS33                | 27 giugno 2014    | Pan-STARRS                |
| 697289 | 2017 BD34                | 28 agosto 2014    | Pan-STARRS                |
| 697290 | 2017 BB35                | 16 novembre 2006  | Mount Lemmon Survey       |
| 697291 | 2017 BZ35                | 30 novembre 2010  | Mount Lemmon Survey       |
| 697292 | 2017 BO38                | 17 settembre 2009 | Spacewatch                |
| 697293 | 2017 BA39                | 26 gennaio 2007   | Spacewatch                |
| 697294 | 2017 BH40                | 30 luglio 2014    | Pan-STARRS                |
| 697295 | 2017 BR40                | 15 marzo 2004     | Spacewatch                |
| 697296 | 2017 BU40                | 28 febbraio 2014  | Pan-STARRS                |
| 697297 | 2017 BA41                | 28 luglio 2005    | NEAT                      |
| 697298 | 2017 BA42                | 3 novembre 2000   | Spacewatch                |
| 697299 | 2017 BH42                | 7 luglio 2005     | Osservatorio di Mauna Kea |
| 697300 | 2017 BM42                | 11 settembre 2004 | Spacewatch                |

## 697301–697400
| Nome   | Designazione provvisoria | Data di scoperta  | Scopritore                |
| ------ | ------------------------ | ----------------- | ------------------------- |
| 697301 | 2017 BK44                | 12 ottobre 2015   | Pan-STARRS                |
| 697302 | 2017 BP45                | 4 febbraio 2006   | CSS                       |
| 697303 | 2017 BY45                | 1 dicembre 2005   | Spacewatch                |
| 697304 | 2017 BC46                | 29 luglio 2014    | Pan-STARRS                |
| 697305 | 2017 BP46                | 18 ottobre 2011   | Mount Lemmon Survey       |
| 697306 | 2017 BW47                | 2 novembre 2007   | Spacewatch                |
| 697307 | 2017 BL48                | 25 luglio 2014    | Pan-STARRS                |
| 697308 | 2017 BL49                | 13 febbraio 2008  | Spacewatch                |
| 697309 | 2017 BB51                | 27 dicembre 2011  | Mount Lemmon Survey       |
| 697310 | 2017 BL53                | 22 agosto 2014    | Pan-STARRS                |
| 697311 | 2017 BS54                | 28 settembre 2009 | Mount Lemmon Survey       |
| 697312 | 2017 BZ55                | 18 ottobre 2003   | Spacewatch                |
| 697313 | 2017 BO57                | 9 gennaio 2006    | Spacewatch                |
| 697314 | 2017 BE58                | 19 aprile 2013    | Pan-STARRS                |
| 697315 | 2017 BM58                | 1 settembre 2013  | Mount Lemmon Survey       |
| 697316 | 2017 BS61                | 9 marzo 2007      | Spacewatch                |
| 697317 | 2017 BS65                | 5 dicembre 1999   | Spacewatch                |
| 697318 | 2017 BB66                | 10 dicembre 2004  | Spacewatch                |
| 697319 | 2017 BT67                | 30 giugno 2014    | Pan-STARRS                |
| 697320 | 2017 BM68                | 4 marzo 2013      | Pan-STARRS                |
| 697321 | 2017 BR69                | 13 ottobre 2015   | Pan-STARRS                |
| 697322 | 2017 BQ71                | 23 settembre 2015 | Pan-STARRS                |
| 697323 | 2017 BQ72                | 6 febbraio 2013   | Spacewatch                |
| 697324 | 2017 BP75                | 15 maggio 2013    | Pan-STARRS                |
| 697325 | 2017 BT75                | 20 gennaio 2017   | W. Bickel                 |
| 697326 | 2017 BY75                | 3 maggio 2008     | Spacewatch                |
| 697327 | 2017 BF77                | 24 giugno 2014    | Pan-STARRS                |
| 697328 | 2017 BW77                | 27 gennaio 2017   | Pan-STARRS                |
| 697329 | 2017 BG79                | 25 marzo 2007     | Mount Lemmon Survey       |
| 697330 | 2017 BD80                | 7 novembre 2005   | Osservatorio di Mauna Kea |
| 697331 | 2017 BL84                | 22 agosto 2004    | Spacewatch                |
| 697332 | 2017 BB97                | 29 luglio 2014    | Pan-STARRS                |
| 697333 | 2017 BF97                | 19 luglio 2015    | Pan-STARRS                |
| 697334 | 2017 BC98                | 25 marzo 2012     | Mount Lemmon Survey       |
| 697335 | 2017 BU99                | 8 gennaio 2017    | Mount Lemmon Survey       |
| 697336 | 2017 BK100               | 13 marzo 2012     | Mount Lemmon Survey       |
| 697337 | 2017 BP100               | 8 marzo 2008      | Mount Lemmon Survey       |
| 697338 | 2017 BM101               | 15 marzo 2012     | Mount Lemmon Survey       |
| 697339 | 2017 BA102               | 2 marzo 2011      | Mount Lemmon Survey       |
| 697340 | 2017 BN102               | 4 novembre 2010   | Mount Lemmon Survey       |
| 697341 | 2017 BK106               | 22 ottobre 2006   | CSS                       |
| 697342 | 2017 BM106               | 29 novembre 2005  | Mount Lemmon Survey       |
| 697343 | 2017 BY106               | 15 ottobre 2007   | Mount Lemmon Survey       |
| 697344 | 2017 BC107               | 10 ottobre 2015   | Pan-STARRS                |
| 697345 | 2017 BV107               | 17 settembre 2009 | Mount Lemmon Survey       |
| 697346 | 2017 BS108               | 23 dicembre 2016  | Pan-STARRS                |
| 697347 | 2017 BT114               | 26 marzo 2007     | Mount Lemmon Survey       |
| 697348 | 2017 BX114               | 9 ottobre 2005    | Spacewatch                |
| 697349 | 2017 BB115               | 26 gennaio 2017   | Pan-STARRS                |
| 697350 | 2017 BN116               | 18 aprile 2012    | Mount Lemmon Survey       |
| 697351 | 2017 BE118               | 14 gennaio 2011   | Mount Lemmon Survey       |
| 697352 | 2017 BU118               | 17 dicembre 2007  | Mount Lemmon Survey       |
| 697353 | 2017 BV118               | 9 febbraio 2011   | Mount Lemmon Survey       |
| 697354 | 2017 BX118               | 13 luglio 2013    | Pan-STARRS                |
| 697355 | 2017 BA119               | 2 aprile 2005     | Mount Lemmon Survey       |
| 697356 | 2017 BP119               | 12 maggio 2007    | Mount Lemmon Survey       |
| 697357 | 2017 BB121               | 28 febbraio 2012  | Pan-STARRS                |
| 697358 | 2017 BO121               | 28 febbraio 2014  | Pan-STARRS                |
| 697359 | 2017 BD125               | 28 gennaio 2017   | Pan-STARRS                |
| 697360 | 2017 BV126               | 15 agosto 2009    | Spacewatch                |
| 697361 | 2017 BC127               | 15 marzo 2012     | Mount Lemmon Survey       |
| 697362 | 2017 BQ128               | 1 settembre 2011  | W. Bickel                 |
| 697363 | 2017 BJ129               | 4 gennaio 2017    | Pan-STARRS                |
| 697364 | 2017 BW130               | 23 marzo 2006     | Mount Lemmon Survey       |
| 697365 | 2017 BK133               | 7 ottobre 2005    | Osservatorio di Mauna Kea |
| 697366 | 2017 BA134               | 29 luglio 2014    | Pan-STARRS                |
| 697367 | 2017 BL134               | 9 ottobre 2015    | Pan-STARRS                |
| 697368 | 2017 BP134               | 5 aprile 2014     | Pan-STARRS                |
| 697369 | 2017 BX134               | 24 marzo 2014     | Pan-STARRS                |
| 697370 | 2017 BG135               | 16 ottobre 2009   | Mount Lemmon Survey       |
| 697371 | 2017 BH135               | 31 gennaio 2006   | Spacewatch                |
| 697372 | 2017 BU136               | 16 gennaio 2011   | Mount Lemmon Survey       |
| 697373 | 2017 BB137               | 3 agosto 2014     | Pan-STARRS                |
| 697374 | 2017 BF137               | 8 gennaio 2011    | Mount Lemmon Survey       |
| 697375 | 2017 BR137               | 9 ottobre 2007    | Mount Lemmon Survey       |
| 697376 | 2017 BF138               | 13 aprile 2012    | Pan-STARRS                |
| 697377 | 2017 BN138               | 24 febbraio 2006  | Spacewatch                |
| 697378 | 2017 BK140               | 19 gennaio 2012   | Pan-STARRS                |
| 697379 | 2017 BC141               | 5 febbraio 2011   | Pan-STARRS                |
| 697380 | 2017 BO147               | 28 gennaio 2017   | Pan-STARRS                |
| 697381 | 2017 BR152               | 29 gennaio 2017   | Pan-STARRS                |
| 697382 | 2017 BF155               | 27 gennaio 2017   | Pan-STARRS                |
| 697383 | 2017 BO155               | 28 gennaio 2017   | Pan-STARRS                |
| 697384 | 2017 BN160               | 29 gennaio 2017   | Spacewatch                |
| 697385 | 2017 BW160               | 26 gennaio 2017   | Mount Lemmon Survey       |
| 697386 | 2017 BH163               | 27 gennaio 2017   | Pan-STARRS                |
| 697387 | 2017 BM163               | 26 gennaio 2017   | Pan-STARRS                |
| 697388 | 2017 BU164               | 4 gennaio 2017    | Pan-STARRS                |
| 697389 | 2017 BD165               | 26 gennaio 2017   | Mount Lemmon Survey       |
| 697390 | 2017 BJ166               | 31 gennaio 2017   | Pan-STARRS                |
| 697391 | 2017 BD167               | 30 gennaio 2017   | Mount Lemmon Survey       |
| 697392 | 2017 BK168               | 29 gennaio 2017   | Pan-STARRS                |
| 697393 | 2017 BW178               | 29 gennaio 2017   | Pan-STARRS                |
| 697394 | 2017 BX180               | 7 agosto 2018     | Pan-STARRS                |
| 697395 | 2017 BG182               | 3 gennaio 2017    | Pan-STARRS                |
| 697396 | 2017 BR185               | 31 gennaio 2006   | Spacewatch                |
| 697397 | 2017 BM189               | 16 gennaio 2017   | Pan-STARRS                |
| 697398 | 2017 BH211               | 30 gennaio 2017   | Pan-STARRS                |
| 697399 | 2017 BS211               | 27 gennaio 2017   | Pan-STARRS                |
| 697400 | 2017 BU211               | 26 gennaio 2017   | Pan-STARRS                |

## 697401–697500
| Nome      | Designazione provvisoria | Data di scoperta  | Scopritore          |
| --------- | ------------------------ | ----------------- | ------------------- |
| 697401    | 2017 BU212               | 10 marzo 2007     | Spacewatch          |
| 697402 Ao | 2017 BX232               | 19 ottobre 2020   | COIAS               |
| 697403    | 2017 CN3                 | 4 febbraio 2006   | Mount Lemmon Survey |
| 697404    | 2017 CW5                 | 18 settembre 2009 | Spacewatch          |
| 697405    | 2017 CY5                 | 10 gennaio 2011   | Mount Lemmon Survey |
| 697406    | 2017 CG9                 | 25 febbraio 2006  | Spacewatch          |
| 697407    | 2017 CP9                 | 27 gennaio 2017   | Pan-STARRS          |
| 697408    | 2017 CT11                | 25 aprile 2007    | Mount Lemmon Survey |
| 697409    | 2017 CD16                | 24 agosto 2011    | Pan-STARRS          |
| 697410    | 2017 CM16                | 25 ottobre 2005   | Spacewatch          |
| 697411    | 2017 CN16                | 26 febbraio 2012  | Spacewatch          |
| 697412    | 2017 CU18                | 25 luglio 2014    | Pan-STARRS          |
| 697413    | 2017 CZ19                | 11 ottobre 2012   | Pan-STARRS          |
| 697414    | 2017 CQ20                | 25 luglio 2014    | Pan-STARRS          |
| 697415    | 2017 CH22                | 28 gennaio 2017   | Pan-STARRS          |
| 697416    | 2017 CS23                | 7 settembre 2008  | Mount Lemmon Survey |
| 697417    | 2017 CC24                | 27 ottobre 2005   | Spacewatch          |
| 697418    | 2017 CU24                | 24 marzo 2014     | Pan-STARRS          |
| 697419    | 2017 CY25                | 28 agosto 2006    | Spacewatch          |
| 697420    | 2017 CB27                | 3 agosto 2014     | Pan-STARRS          |
| 697421    | 2017 CH27                | 28 febbraio 2008  | Mount Lemmon Survey |
| 697422    | 2017 CP28                | 17 novembre 2006  | Mount Lemmon Survey |
| 697423    | 2017 CA29                | 23 maggio 2014    | Pan-STARRS          |
| 697424    | 2017 CF31                | 11 novembre 2009  | Spacewatch          |
| 697425    | 2017 CH33                | 24 marzo 2014     | Pan-STARRS          |
| 697426    | 2017 CT33                | 1 luglio 2014     | Pan-STARRS          |
| 697427    | 2017 CF34                | 7 maggio 2014     | Pan-STARRS          |
| 697428    | 2017 CP34                | 28 novembre 2005  | Mount Lemmon Survey |
| 697429    | 2017 CR34                | 19 settembre 2003 | Spacewatch          |
| 697430    | 2017 CG38                | 2 febbraio 2017   | Pan-STARRS          |
| 697431    | 2017 CX41                | 1 febbraio 2017   | Mount Lemmon Survey |
| 697432    | 2017 CP46                | 4 febbraio 2017   | Pan-STARRS          |
| 697433    | 2017 CY48                | 3 febbraio 2017   | Pan-STARRS          |
| 697434    | 2017 DV                  | 23 febbraio 2007  | Spacewatch          |
| 697435    | 2017 DD1                 | 27 gennaio 2017   | Pan-STARRS          |
| 697436    | 2017 DR2                 | 27 gennaio 2007   | Spacewatch          |
| 697437    | 2017 DU3                 | 10 ottobre 2015   | Pan-STARRS          |
| 697438    | 2017 DY4                 | 26 agosto 2001    | Spacewatch          |
| 697439    | 2017 DG5                 | 20 settembre 2001 | Spacewatch          |
| 697440    | 2017 DK5                 | 27 agosto 2009    | Spacewatch          |
| 697441    | 2017 DN6                 | 28 maggio 2014    | Pan-STARRS          |
| 697442    | 2017 DU7                 | 11 novembre 2009  | Mount Lemmon Survey |
| 697443    | 2017 DY10                | 8 ottobre 2015    | Pan-STARRS          |
| 697444    | 2017 DD11                | 30 dicembre 2005  | Mount Lemmon Survey |
| 697445    | 2017 DN13                | 9 novembre 2007   | Mount Lemmon Survey |
| 697446    | 2017 DS16                | 24 dicembre 2005  | Spacewatch          |
| 697447    | 2017 DZ16                | 12 novembre 2010  | Mount Lemmon Survey |
| 697448    | 2017 DX17                | 9 ottobre 2012    | Pan-STARRS          |
| 697449    | 2017 DQ18                | 28 luglio 2009    | CSS                 |
| 697450    | 2017 DQ19                | 9 marzo 2007      | Mount Lemmon Survey |
| 697451    | 2017 DG20                | 31 luglio 2014    | Pan-STARRS          |
| 697452    | 2017 DN20                | 17 ottobre 2010   | Mount Lemmon Survey |
| 697453    | 2017 DF21                | 30 aprile 2006    | Spacewatch          |
| 697454    | 2017 DL21                | 6 febbraio 2007   | Mount Lemmon Survey |
| 697455    | 2017 DN24                | 12 marzo 2013     | Spacewatch          |
| 697456    | 2017 DV24                | 23 settembre 2009 | Spacewatch          |
| 697457    | 2017 DZ24                | 6 dicembre 2012   | Mount Lemmon Survey |
| 697458    | 2017 DY26                | 9 ottobre 2008    | Mount Lemmon Survey |
| 697459    | 2017 DD27                | 18 febbraio 2017  | Pan-STARRS          |
| 697460    | 2017 DW27                | 2 gennaio 2017    | Pan-STARRS          |
| 697461    | 2017 DJ28                | 8 novembre 2007   | Spacewatch          |
| 697462    | 2017 DW28                | 18 aprile 2007    | Mount Lemmon Survey |
| 697463    | 2017 DA29                | 28 settembre 2009 | Mount Lemmon Survey |
| 697464    | 2017 DL30                | 31 luglio 2014    | Pan-STARRS          |
| 697465    | 2017 DC32                | 22 agosto 2014    | Pan-STARRS          |
| 697466    | 2017 DD32                | 1 marzo 2008      | Spacewatch          |
| 697467    | 2017 DO33                | 3 marzo 2000      | Spacewatch          |
| 697468    | 2017 DS33                | 14 marzo 2012     | Mount Lemmon Survey |
| 697469    | 2017 DU38                | 5 maggio 2014     | Pan-STARRS          |
| 697470    | 2017 DG40                | 15 settembre 2009 | Spacewatch          |
| 697471    | 2017 DK40                | 25 gennaio 2006   | Spacewatch          |
| 697472    | 2017 DC42                | 1 aprile 2011     | Spacewatch          |
| 697473    | 2017 DK45                | 21 dicembre 2006  | Spacewatch          |
| 697474    | 2017 DQ48                | 8 febbraio 2011   | Mount Lemmon Survey |
| 697475    | 2017 DC49                | 10 gennaio 2008   | Mount Lemmon Survey |
| 697476    | 2017 DH49                | 29 marzo 2012     | Pan-STARRS          |
| 697477    | 2017 DR52                | 10 gennaio 2008   | Mount Lemmon Survey |
| 697478    | 2017 DG53                | 25 luglio 2011    | Pan-STARRS          |
| 697479    | 2017 DM53                | 9 febbraio 2010   | Mount Lemmon Survey |
| 697480    | 2017 DF54                | 28 luglio 2014    | Pan-STARRS          |
| 697481    | 2017 DT55                | 28 settembre 2009 | Spacewatch          |
| 697482    | 2017 DA56                | 5 giugno 2014     | Pan-STARRS          |
| 697483    | 2017 DD58                | 23 agosto 2014    | Pan-STARRS          |
| 697484    | 2017 DN59                | 8 gennaio 2011    | Mount Lemmon Survey |
| 697485    | 2017 DZ59                | 30 aprile 2014    | Pan-STARRS          |
| 697486    | 2017 DG62                | 28 agosto 2014    | Pan-STARRS          |
| 697487    | 2017 DM63                | 26 agosto 2012    | Pan-STARRS          |
| 697488    | 2017 DM64                | 21 settembre 2009 | Mount Lemmon Survey |
| 697489    | 2017 DR65                | 9 ottobre 2010    | Mount Lemmon Survey |
| 697490    | 2017 DC67                | 29 gennaio 2011   | Mount Lemmon Survey |
| 697491    | 2017 DO68                | 2 gennaio 2009    | Spacewatch          |
| 697492    | 2017 DX69                | 16 marzo 2012     | Mount Lemmon Survey |
| 697493    | 2017 DD73                | 27 gennaio 2007   | Spacewatch          |
| 697494    | 2017 DA75                | 19 ottobre 2008   | Spacewatch          |
| 697495    | 2017 DU75                | 26 settembre 2006 | Spacewatch          |
| 697496    | 2017 DC76                | 29 giugno 2014    | Mount Lemmon Survey |
| 697497    | 2017 DU77                | 23 febbraio 2003  | LONEOS              |
| 697498    | 2017 DF80                | 17 dicembre 2006  | W. K. Y. Yeung      |
| 697499    | 2017 DL80                | 19 dicembre 2003  | Spacewatch          |
| 697500    | 2017 DK83                | 29 giugno 2014    | Mount Lemmon Survey |

## 697501–697600
| Nome   | Designazione provvisoria | Data di scoperta  | Scopritore          |
| ------ | ------------------------ | ----------------- | ------------------- |
| 697501 | 2017 DR84                | 31 dicembre 2007  | Mount Lemmon Survey |
| 697502 | 2017 DS86                | 29 settembre 2010 | Mount Lemmon Survey |
| 697503 | 2017 DQ87                | 21 gennaio 2013   | Pan-STARRS          |
| 697504 | 2017 DT87                | 24 marzo 2006     | Spacewatch          |
| 697505 | 2017 DP88                | 4 ottobre 2006    | Mount Lemmon Survey |
| 697506 | 2017 DK89                | 23 marzo 2006     | SSS                 |
| 697507 | 2017 DX90                | 7 novembre 2012   | Pan-STARRS          |
| 697508 | 2017 DZ92                | 26 gennaio 2017   | Pan-STARRS          |
| 697509 | 2017 DB93                | 18 agosto 2014    | Pan-STARRS          |
| 697510 | 2017 DJ93                | 21 giugno 2010    | Mount Lemmon Survey |
| 697511 | 2017 DZ93                | 27 settembre 2003 | Spacewatch          |
| 697512 | 2017 DL95                | 13 febbraio 2008  | Spacewatch          |
| 697513 | 2017 DD96                | 8 aprile 2006     | Spacewatch          |
| 697514 | 2017 DD97                | 18 ottobre 2012   | Pan-STARRS          |
| 697515 | 2017 DF97                | 26 aprile 2007    | Spacewatch          |
| 697516 | 2017 DW97                | 27 dicembre 2009  | Spacewatch          |
| 697517 | 2017 DO99                | 3 novembre 2010   | Spacewatch          |
| 697518 | 2017 DJ101               | 2 ottobre 2008    | Spacewatch          |
| 697519 | 2017 DP101               | 15 giugno 2007    | Spacewatch          |
| 697520 | 2017 DU101               | 30 aprile 2014    | Pan-STARRS          |
| 697521 | 2017 DN102               | 2 ottobre 2003    | Spacewatch          |
| 697522 | 2017 DV109               | 13 marzo 2012     | Mount Lemmon Survey |
| 697523 | 2017 DA111               | 14 marzo 2004     | Spacewatch          |
| 697524 | 2017 DB111               | 20 novembre 2009  | Mount Lemmon Survey |
| 697525 | 2017 DW112               | 2 aprile 2014     | Mount Lemmon Survey |
| 697526 | 2017 DW114               | 8 novembre 2009   | Mount Lemmon Survey |
| 697527 | 2017 DB119               | 18 gennaio 2009   | Spacewatch          |
| 697528 | 2017 DJ119               | 27 maggio 2014    | Mount Lemmon Survey |
| 697529 | 2017 DV120               | 11 ottobre 2005   | Spacewatch          |
| 697530 | 2017 DT121               | 19 gennaio 2012   | Pan-STARRS          |
| 697531 | 2017 DL122               | 29 luglio 2014    | ESA OGS             |
| 697532 | 2017 DP122               | 24 dicembre 2006  | Spacewatch          |
| 697533 | 2017 DE124               | 22 febbraio 2017  | Pan-STARRS          |
| 697534 | 2017 DR130               | 21 febbraio 2017  | Pan-STARRS          |
| 697535 | 2017 DW130               | 21 febbraio 2017  | Pan-STARRS          |
| 697536 | 2017 DP131               | 25 febbraio 2017  | Pan-STARRS          |
| 697537 | 2017 DH132               | 21 febbraio 2017  | Pan-STARRS          |
| 697538 | 2017 DT132               | 18 febbraio 2017  | Pan-STARRS          |
| 697539 | 2017 DK133               | 21 febbraio 2017  | Pan-STARRS          |
| 697540 | 2017 DR139               | 21 febbraio 2017  | Pan-STARRS          |
| 697541 | 2017 DS143               | 24 febbraio 2017  | Pan-STARRS          |
| 697542 | 2017 DL144               | 28 maggio 2014    | Mount Lemmon Survey |
| 697543 | 2017 DN151               | 21 febbraio 2017  | Pan-STARRS          |
| 697544 | 2017 DL159               | 31 gennaio 2017   | Mount Lemmon Survey |
| 697545 | 2017 DH164               | 9 febbraio 2022   | Pan-STARRS 2        |
| 697546 | 2017 EX4                 | 17 settembre 2006 | Spacewatch          |
| 697547 | 2017 ER6                 | 16 giugno 2010    | Mount Lemmon Survey |
| 697548 | 2017 ES6                 | 18 ottobre 2012   | Pan-STARRS          |
| 697549 | 2017 EE7                 | 8 febbraio 2008   | Spacewatch          |
| 697550 | 2017 EY8                 | 5 ottobre 2012    | Mount Lemmon Survey |
| 697551 | 2017 EG9                 | 22 ottobre 2012   | Pan-STARRS          |
| 697552 | 2017 EC10                | 2 marzo 2017      | Mount Lemmon Survey |
| 697553 | 2017 EO12                | 1 settembre 2005  | Spacewatch          |
| 697554 | 2017 EP12                | 16 ottobre 2003   | Spacewatch          |
| 697555 | 2017 EO15                | 5 dicembre 2010   | Mount Lemmon Survey |
| 697556 | 2017 EW15                | 29 aprile 2012    | Spacewatch          |
| 697557 | 2017 ET17                | 2 febbraio 2006   | Mount Lemmon Survey |
| 697558 | 2017 ED18                | 14 gennaio 2011   | Spacewatch          |
| 697559 | 2017 EV23                | 20 aprile 2012    | Spacewatch          |
| 697560 | 2017 EW23                | 6 aprile 2008     | Spacewatch          |
| 697561 | 2017 EO24                | 6 settembre 2008  | Mount Lemmon Survey |
| 697562 | 2017 EY27                | 24 ottobre 2008   | Spacewatch          |
| 697563 | 2017 EP30                | 5 marzo 2017      | Pan-STARRS          |
| 697564 | 2017 EE31                | 4 marzo 2017      | Pan-STARRS          |
| 697565 | 2017 EM31                | 7 marzo 2017      | Pan-STARRS          |
| 697566 | 2017 EN33                | 4 marzo 2017      | Pan-STARRS          |
| 697567 | 2017 EF42                | 4 marzo 2017      | Pan-STARRS          |
| 697568 | 2017 FG4                 | 2 gennaio 2017    | Pan-STARRS          |
| 697569 | 2017 FY5                 | 31 agosto 2014    | Pan-STARRS          |
| 697570 | 2017 FG7                 | 8 maggio 2008     | Spacewatch          |
| 697571 | 2017 FJ7                 | 27 gennaio 2007   | Mount Lemmon Survey |
| 697572 | 2017 FK7                 | 18 aprile 2007    | Mount Lemmon Survey |
| 697573 | 2017 FD8                 | 23 gennaio 2006   | Spacewatch          |
| 697574 | 2017 FS8                 | 31 luglio 2014    | Pan-STARRS          |
| 697575 | 2017 FU8                 | 27 aprile 2008    | Mount Lemmon Survey |
| 697576 | 2017 FC9                 | 19 marzo 2007     | Mount Lemmon Survey |
| 697577 | 2017 FR10                | 4 dicembre 2015   | Mount Lemmon Survey |
| 697578 | 2017 FG11                | 26 gennaio 2011   | Mount Lemmon Survey |
| 697579 | 2017 FD14                | 30 aprile 2012    | Spacewatch          |
| 697580 | 2017 FH14                | 17 novembre 2008  | Spacewatch          |
| 697581 | 2017 FV14                | 25 luglio 2014    | Pan-STARRS          |
| 697582 | 2017 FE16                | 18 settembre 2003 | Spacewatch          |
| 697583 | 2017 FE17                | 18 marzo 2017     | Pan-STARRS          |
| 697584 | 2017 FG20                | 8 dicembre 2015   | Mount Lemmon Survey |
| 697585 | 2017 FM20                | 4 marzo 2017      | Pan-STARRS          |
| 697586 | 2017 FQ20                | 15 maggio 2007    | Mount Lemmon Survey |
| 697587 | 2017 FR22                | 13 febbraio 2010  | Mount Lemmon Survey |
| 697588 | 2017 FE23                | 5 giugno 2014     | Pan-STARRS          |
| 697589 | 2017 FP25                | 11 novembre 2009  | Spacewatch          |
| 697590 | 2017 FP27                | 21 maggio 2014    | Pan-STARRS          |
| 697591 | 2017 FJ28                | 24 maggio 2001    | SDSS Collaboration  |
| 697592 | 2017 FK28                | 17 novembre 2006  | Mount Lemmon Survey |
| 697593 | 2017 FW29                | 18 marzo 2017     | Spacewatch          |
| 697594 | 2017 FY29                | 18 settembre 2010 | Mount Lemmon Survey |
| 697595 | 2017 FC30                | 4 aprile 1995     | Spacewatch          |
| 697596 | 2017 FF31                | 25 febbraio 2006  | Spacewatch          |
| 697597 | 2017 FM31                | 17 febbraio 2010  | Spacewatch          |
| 697598 | 2017 FJ32                | 27 gennaio 2006   | Spacewatch          |
| 697599 | 2017 FG34                | 8 gennaio 2010    | Spacewatch          |
| 697600 | 2017 FA35                | 20 ottobre 2014   | Mount Lemmon Survey |

## 697601–697700
| Nome   | Designazione provvisoria | Data di scoperta  | Scopritore                |
| ------ | ------------------------ | ----------------- | ------------------------- |
| 697601 | 2017 FM35                | 8 gennaio 2010    | Spacewatch                |
| 697602 | 2017 FP36                | 9 maggio 2014     | Pan-STARRS                |
| 697603 | 2017 FR36                | 28 marzo 2012     | Spacewatch                |
| 697604 | 2017 FW37                | 30 maggio 2011    | Pan-STARRS                |
| 697605 | 2017 FU38                | 27 gennaio 2011   | Spacewatch                |
| 697606 | 2017 FC41                | 16 marzo 2004     | Spacewatch                |
| 697607 | 2017 FS42                | 20 aprile 2006    | Spacewatch                |
| 697608 | 2017 FW42                | 28 settembre 2009 | Mount Lemmon Survey       |
| 697609 | 2017 FR43                | 25 dicembre 2009  | Spacewatch                |
| 697610 | 2017 FS43                | 21 giugno 2014    | Pan-STARRS                |
| 697611 | 2017 FY43                | 19 settembre 2009 | Mount Lemmon Survey       |
| 697612 | 2017 FP45                | 2 luglio 2008     | Spacewatch                |
| 697613 | 2017 FA46                | 20 agosto 2014    | Pan-STARRS                |
| 697614 | 2017 FW46                | 31 marzo 2008     | Mount Lemmon Survey       |
| 697615 | 2017 FF47                | 14 gennaio 2011   | Mount Lemmon Survey       |
| 697616 | 2017 FU47                | 29 gennaio 2014   | CSS                       |
| 697617 | 2017 FZ47                | 30 settembre 2009 | Mount Lemmon Survey       |
| 697618 | 2017 FT48                | 23 settembre 2008 | Mount Lemmon Survey       |
| 697619 | 2017 FV49                | 8 gennaio 2010    | Mount Lemmon Survey       |
| 697620 | 2017 FX49                | 28 gennaio 2011   | Mount Lemmon Survey       |
| 697621 | 2017 FZ49                | 22 ottobre 2005   | CSS                       |
| 697622 | 2017 FB50                | 30 gennaio 2011   | Mount Lemmon Survey       |
| 697623 | 2017 FC54                | 30 gennaio 2017   | Pan-STARRS                |
| 697624 | 2017 FU55                | 26 aprile 2007    | Mount Lemmon Survey       |
| 697625 | 2017 FM56                | 25 gennaio 2011   | Mount Lemmon Survey       |
| 697626 | 2017 FC59                | 18 giugno 2013    | Pan-STARRS                |
| 697627 | 2017 FJ59                | 3 dicembre 2015   | Mount Lemmon Survey       |
| 697628 | 2017 FR62                | 24 gennaio 2011   | Mount Lemmon Survey       |
| 697629 | 2017 FY65                | 20 febbraio 2012  | Pan-STARRS                |
| 697630 | 2017 FS66                | 5 febbraio 2011   | Mount Lemmon Survey       |
| 697631 | 2017 FT67                | 27 gennaio 2012   | Mount Lemmon Survey       |
| 697632 | 2017 FD68                | 1 ottobre 2014    | Pan-STARRS                |
| 697633 | 2017 FL69                | 20 agosto 2014    | Pan-STARRS                |
| 697634 | 2017 FB70                | 19 novembre 2007  | Mount Lemmon Survey       |
| 697635 | 2017 FM70                | 17 dicembre 2009  | Spacewatch                |
| 697636 | 2017 FO71                | 13 dicembre 2006  | Mount Lemmon Survey       |
| 697637 | 2017 FF72                | 12 gennaio 2011   | Spacewatch                |
| 697638 | 2017 FV72                | 31 dicembre 2007  | Mount Lemmon Survey       |
| 697639 | 2017 FB73                | 6 ottobre 2008    | Mount Lemmon Survey       |
| 697640 | 2017 FC73                | 22 gennaio 2006   | Mount Lemmon Survey       |
| 697641 | 2017 FT75                | 1 maggio 2003     | Spacewatch                |
| 697642 | 2017 FJ77                | 1 marzo 2011      | Mount Lemmon Survey       |
| 697643 | 2017 FB78                | 19 ottobre 2012   | Mount Lemmon Survey       |
| 697644 | 2017 FC78                | 2 marzo 2006      | Spacewatch                |
| 697645 | 2017 FH78                | 20 aprile 2007    | Mount Lemmon Survey       |
| 697646 | 2017 FF79                | 26 ottobre 2009   | Mount Lemmon Survey       |
| 697647 | 2017 FE82                | 25 febbraio 2011  | Spacewatch                |
| 697648 | 2017 FW82                | 22 gennaio 2006   | Mount Lemmon Survey       |
| 697649 | 2017 FJ83                | 10 dicembre 2006  | Spacewatch                |
| 697650 | 2017 FK83                | 9 aprile 2003     | NEAT                      |
| 697651 | 2017 FS83                | 16 settembre 2009 | Mount Lemmon Survey       |
| 697652 | 2017 FT83                | 4 dicembre 2005   | Mount Lemmon Survey       |
| 697653 | 2017 FV83                | 13 gennaio 2011   | Mount Lemmon Survey       |
| 697654 | 2017 FH87                | 11 aprile 2011    | Mount Lemmon Survey       |
| 697655 | 2017 FL87                | 22 febbraio 2017  | Mount Lemmon Survey       |
| 697656 | 2017 FV91                | 16 marzo 2013     | Spacewatch                |
| 697657 | 2017 FZ91                | 23 gennaio 2006   | Spacewatch                |
| 697658 | 2017 FG92                | 27 novembre 2006  | Mount Lemmon Survey       |
| 697659 | 2017 FA93                | 20 agosto 2014    | Pan-STARRS                |
| 697660 | 2017 FD93                | 9 agosto 2002     | M. W. Buie, S. D. Kern    |
| 697661 | 2017 FG93                | 23 marzo 2012     | Mount Lemmon Survey       |
| 697662 | 2017 FV93                | 7 novembre 2010   | Mount Lemmon Survey       |
| 697663 | 2017 FB94                | 11 novembre 2004  | Spacewatch                |
| 697664 | 2017 FJ94                | 17 novembre 2009  | Mount Lemmon Survey       |
| 697665 | 2017 FR94                | 10 gennaio 2013   | Pan-STARRS                |
| 697666 | 2017 FK95                | 1 aprile 2008     | Mount Lemmon Survey       |
| 697667 | 2017 FW95                | 18 maggio 2009    | Mount Lemmon Survey       |
| 697668 | 2017 FS96                | 4 settembre 2008  | Spacewatch                |
| 697669 | 2017 FD98                | 2 ottobre 2003    | Spacewatch                |
| 697670 | 2017 FG103               | 24 settembre 2008 | Spacewatch                |
| 697671 | 2017 FT104               | 30 ottobre 2005   | Mount Lemmon Survey       |
| 697672 | 2017 FZ104               | 27 febbraio 2012  | Pan-STARRS                |
| 697673 | 2017 FM105               | 2 settembre 2011  | Pan-STARRS                |
| 697674 | 2017 FB107               | 9 dicembre 2006   | Spacewatch                |
| 697675 | 2017 FJ107               | 7 marzo 2017      | Mount Lemmon Survey       |
| 697676 | 2017 FH109               | 4 luglio 2014     | Pan-STARRS                |
| 697677 | 2017 FO109               | 9 novembre 2004   | Osservatorio di Mauna Kea |
| 697678 | 2017 FL110               | 5 settembre 2008  | Spacewatch                |
| 697679 | 2017 FS110               | 11 gennaio 2003   | Spacewatch                |
| 697680 | 2017 FW110               | 19 marzo 2017     | Pan-STARRS                |
| 697681 | 2017 FJ114               | 1 ottobre 2005    | Mount Lemmon Survey       |
| 697682 | 2017 FP114               | 30 gennaio 2006   | Spacewatch                |
| 697683 | 2017 FA115               | 19 marzo 2017     | Pan-STARRS                |
| 697684 | 2017 FM116               | 20 settembre 2008 | Mount Lemmon Survey       |
| 697685 | 2017 FO117               | 19 settembre 2014 | Pan-STARRS                |
| 697686 | 2017 FW118               | 19 marzo 2017     | Pan-STARRS                |
| 697687 | 2017 FO119               | 22 dicembre 2003  | Spacewatch                |
| 697688 | 2017 FA123               | 28 luglio 2014    | Pan-STARRS                |
| 697689 | 2017 FC123               | 30 gennaio 2017   | Pan-STARRS                |
| 697690 | 2017 FL123               | 5 marzo 2011      | Mount Lemmon Survey       |
| 697691 | 2017 FF124               | 22 ottobre 2008   | Spacewatch                |
| 697692 | 2017 FK124               | 2 dicembre 2005   | Osservatorio di Mauna Kea |
| 697693 | 2017 FV124               | 21 marzo 2017     | Pan-STARRS                |
| 697694 | 2017 FA125               | 6 marzo 2011      | Mount Lemmon Survey       |
| 697695 | 2017 FC130               | 9 aprile 2010     | Mount Lemmon Survey       |
| 697696 | 2017 FT130               | 9 ottobre 2015    | Pan-STARRS                |
| 697697 | 2017 FC132               | 27 febbraio 2006  | Spacewatch                |
| 697698 | 2017 FS132               | 26 marzo 2017     | Mount Lemmon Survey       |
| 697699 | 2017 FM133               | 22 febbraio 2007  | Spacewatch                |
| 697700 | 2017 FS133               | 1 ottobre 2014    | Pan-STARRS                |

## 697701–697800
| Nome   | Designazione provvisoria | Data di scoperta  | Scopritore                |
| ------ | ------------------------ | ----------------- | ------------------------- |
| 697701 | 2017 FN135               | 18 marzo 2017     | Mount Lemmon Survey       |
| 697702 | 2017 FO136               | 26 marzo 2017     | Mount Lemmon Survey       |
| 697703 | 2017 FK137               | 13 marzo 2012     | Mount Lemmon Survey       |
| 697704 | 2017 FP137               | 19 marzo 2017     | Pan-STARRS                |
| 697705 | 2017 FS137               | 26 marzo 2017     | Mount Lemmon Survey       |
| 697706 | 2017 FT137               | 15 aprile 2012    | Pan-STARRS                |
| 697707 | 2017 FO138               | 10 ottobre 2005   | Spacewatch                |
| 697708 | 2017 FE139               | 10 dicembre 2001  | Spacewatch                |
| 697709 | 2017 FK140               | 28 settembre 2008 | Mount Lemmon Survey       |
| 697710 | 2017 FA141               | 20 aprile 2012    | Mount Lemmon Survey       |
| 697711 | 2017 FB141               | 26 marzo 2017     | Mount Lemmon Survey       |
| 697712 | 2017 FT142               | 21 aprile 2012    | Mount Lemmon Survey       |
| 697713 | 2017 FU142               | 8 febbraio 2011   | Mount Lemmon Survey       |
| 697714 | 2017 FV147               | 6 settembre 2008  | Spacewatch                |
| 697715 | 2017 FY147               | 25 febbraio 2006  | Mount Lemmon Survey       |
| 697716 | 2017 FL150               | 21 marzo 2017     | Pan-STARRS                |
| 697717 | 2017 FQ152               | 9 ottobre 2008    | Mount Lemmon Survey       |
| 697718 | 2017 FV152               | 14 ottobre 2014   | Mount Lemmon Survey       |
| 697719 | 2017 FX152               | 4 marzo 2013      | Pan-STARRS                |
| 697720 | 2017 FU153               | 14 gennaio 2011   | Mount Lemmon Survey       |
| 697721 | 2017 FE154               | 7 marzo 2017      | Mount Lemmon Survey       |
| 697722 | 2017 FJ155               | 28 settembre 2008 | Mount Lemmon Survey       |
| 697723 | 2017 FN156               | 29 luglio 2008    | Spacewatch                |
| 697724 | 2017 FS156               | 5 luglio 2003     | Spacewatch                |
| 697725 | 2017 FQ159               | 11 settembre 2004 | Spacewatch                |
| 697726 | 2017 FW159               | 25 dicembre 2005  | Spacewatch                |
| 697727 | 2017 FM160               | 27 luglio 2001    | NEAT                      |
| 697728 | 2017 FL161               | 15 marzo 2012     | Spacewatch                |
| 697729 | 2017 FV161               | 11 dicembre 2004  | Spacewatch                |
| 697730 | 2017 FW163               | 19 marzo 2017     | Pan-STARRS                |
| 697731 | 2017 FB165               | 18 marzo 2017     | Mount Lemmon Survey       |
| 697732 | 2017 FL168               | 27 agosto 2014    | Pan-STARRS                |
| 697733 | 2017 FG171               | 3 febbraio 2011   | Z. Kuli, K. Sárneczky     |
| 697734 | 2017 FO173               | 19 marzo 2017     | Pan-STARRS                |
| 697735 | 2017 FR174               | 22 marzo 2017     | Pan-STARRS                |
| 697736 | 2017 FU174               | 20 marzo 2017     | Pan-STARRS                |
| 697737 | 2017 FZ174               | 19 marzo 2017     | Pan-STARRS                |
| 697738 | 2017 FG175               | 20 marzo 2017     | Pan-STARRS                |
| 697739 | 2017 FZ177               | 20 marzo 2017     | Spacewatch                |
| 697740 | 2017 FB178               | 27 luglio 2014    | Pan-STARRS                |
| 697741 | 2017 FD178               | 20 marzo 2017     | Pan-STARRS                |
| 697742 | 2017 FD181               | 20 marzo 2017     | Pan-STARRS                |
| 697743 | 2017 FA182               | 19 marzo 2017     | Pan-STARRS                |
| 697744 | 2017 FE192               | 31 marzo 2017     | M. Altmann, T. Prusti     |
| 697745 | 2017 FX194               | 19 marzo 2017     | Mount Lemmon Survey       |
| 697746 | 2017 FT198               | 20 marzo 2017     | Pan-STARRS                |
| 697747 | 2017 FY209               | 6 maggio 2014     | Pan-STARRS                |
| 697748 | 2017 FL215               | 21 marzo 2017     | Pan-STARRS                |
| 697749 | 2017 GG1                 | 24 giugno 2014    | Pan-STARRS                |
| 697750 | 2017 GZ1                 | 19 gennaio 2012   | Pan-STARRS                |
| 697751 | 2017 GS3                 | 28 settembre 2008 | Mount Lemmon Survey       |
| 697752 | 2017 GF9                 | 6 maggio 2006     | Mount Lemmon Survey       |
| 697753 | 2017 GO13                | 2 aprile 2017     | Pan-STARRS                |
| 697754 | 2017 GV15                | 3 aprile 2017     | Pan-STARRS                |
| 697755 | 2017 GW16                | 3 aprile 2017     | Pan-STARRS                |
| 697756 | 2017 GL18                | 5 marzo 2017      | Pan-STARRS                |
| 697757 | 2017 GW18                | 2 aprile 2017     | Pan-STARRS                |
| 697758 | 2017 GW22                | 1 aprile 2017     | Pan-STARRS                |
| 697759 | 2017 GY23                | 3 aprile 2017     | Pan-STARRS                |
| 697760 | 2017 GS31                | 3 dicembre 2005   | Osservatorio di Mauna Kea |
| 697761 | 2017 HY2                 | 16 gennaio 2013   | Pan-STARRS                |
| 697762 | 2017 HZ2                 | 17 novembre 2014  | Pan-STARRS                |
| 697763 | 2017 HR6                 | 27 gennaio 2011   | Spacewatch                |
| 697764 | 2017 HY7                 | 19 settembre 2014 | Pan-STARRS                |
| 697765 | 2017 HP9                 | 15 dicembre 2004  | Spacewatch                |
| 697766 | 2017 HJ11                | 8 novembre 2015   | Mount Lemmon Survey       |
| 697767 | 2017 HF12                | 6 ottobre 2008    | Mount Lemmon Survey       |
| 697768 | 2017 HX13                | 24 febbraio 2012  | Spacewatch                |
| 697769 | 2017 HJ15                | 10 settembre 2007 | Mount Lemmon Survey       |
| 697770 | 2017 HK16                | 15 settembre 2007 | Mount Lemmon Survey       |
| 697771 | 2017 HP16                | 30 luglio 2014    | Spacewatch                |
| 697772 | 2017 HB17                | 21 aprile 2006    | Spacewatch                |
| 697773 | 2017 HK19                | 23 giugno 2014    | Mount Lemmon Survey       |
| 697774 | 2017 HO20                | 10 febbraio 2016  | Pan-STARRS                |
| 697775 | 2017 HP27                | 5 marzo 2006      | Spacewatch                |
| 697776 | 2017 HX27                | 3 agosto 2014     | Pan-STARRS                |
| 697777 | 2017 HP29                | 16 dicembre 2015  | Mount Lemmon Survey       |
| 697778 | 2017 HH32                | 17 aprile 2013    | Pan-STARRS                |
| 697779 | 2017 HR32                | 1 novembre 2008   | Mount Lemmon Survey       |
| 697780 | 2017 HA33                | 4 settembre 2007  | CSS                       |
| 697781 | 2017 HH36                | 2 marzo 2011      | Mount Lemmon Survey       |
| 697782 | 2017 HV37                | 26 aprile 2017    | Pan-STARRS                |
| 697783 | 2017 HR39                | 26 aprile 2017    | Pan-STARRS                |
| 697784 | 2017 HF43                | 11 agosto 2001    | NEAT                      |
| 697785 | 2017 HH43                | 9 febbraio 2017   | Pan-STARRS                |
| 697786 | 2017 HK43                | 21 settembre 2009 | Mount Lemmon Survey       |
| 697787 | 2017 HN44                | 7 aprile 2006     | Spacewatch                |
| 697788 | 2017 HB45                | 9 febbraio 2007   | Spacewatch                |
| 697789 | 2017 HS45                | 2 marzo 2013      | Mount Lemmon Survey       |
| 697790 | 2017 HH50                | 6 gennaio 2010    | Mount Lemmon Survey       |
| 697791 | 2017 HK50                | 22 dicembre 2004  | CSS                       |
| 697792 | 2017 HL50                | 4 marzo 2005      | Mount Lemmon Survey       |
| 697793 | 2017 HM50                | 24 maggio 2001    | SDSS Collaboration        |
| 697794 | 2017 HW61                | 1 marzo 2011      | L. Elenin                 |
| 697795 | 2017 HC62                | 6 ottobre 2008    | Mount Lemmon Survey       |
| 697796 | 2017 HD62                | 7 gennaio 2016    | Pan-STARRS                |
| 697797 | 2017 HZ62                | 26 novembre 2003  | Spacewatch                |
| 697798 | 2017 HX64                | 19 aprile 2017    | Mount Lemmon Survey       |
| 697799 | 2017 HF68                | 27 aprile 2017    | Pan-STARRS                |
| 697800 | 2017 HW68                | 27 aprile 2017    | Pan-STARRS                |

## 697801–697900
| Nome   | Designazione provvisoria | Data di scoperta  | Scopritore                              |
| ------ | ------------------------ | ----------------- | --------------------------------------- |
| 697801 | 2017 HZ76                | 26 aprile 2017    | Pan-STARRS                              |
| 697802 | 2017 HP81                | 26 aprile 2017    | Pan-STARRS                              |
| 697803 | 2017 HS81                | 26 aprile 2017    | Pan-STARRS                              |
| 697804 | 2017 HB94                | 21 dicembre 2008  | CSS                                     |
| 697805 | 2017 HE99                | 27 aprile 2017    | Pan-STARRS                              |
| 697806 | 2017 JQ                  | 18 marzo 2010     | Spacewatch                              |
| 697807 | 2017 JT                  | 30 agosto 2014    | Mount Lemmon Survey                     |
| 697808 | 2017 JY                  | 16 gennaio 2013   | Mount Lemmon Survey                     |
| 697809 | 2017 JA3                 | 1 aprile 2017     | Pan-STARRS                              |
| 697810 | 2017 JU3                 | 13 aprile 2008    | Spacewatch                              |
| 697811 | 2017 JJ6                 | 20 novembre 2001  | Spacewatch                              |
| 697812 | 2017 JK9                 | 2 maggio 2017     | Mount Lemmon Survey                     |
| 697813 | 2017 JX9                 | 4 maggio 2017     | Pan-STARRS                              |
| 697814 | 2017 JR10                | 4 maggio 2017     | Pan-STARRS                              |
| 697815 | 2017 JG12                | 28 gennaio 2011   | Spacewatch                              |
| 697816 | 2017 JW12                | 18 aprile 2013    | Spacewatch                              |
| 697817 | 2017 KV1                 | 10 dicembre 2004  | Spacewatch                              |
| 697818 | 2017 KR6                 | 30 giugno 2008    | Spacewatch                              |
| 697819 | 2017 KA11                | 5 marzo 2011      | CSS                                     |
| 697820 | 2017 KZ12                | 2 novembre 2002   | Osservatorio del Roque de los Muchachos |
| 697821 | 2017 KB14                | 10 gennaio 2008   | Mount Lemmon Survey                     |
| 697822 | 2017 KH14                | 2 novembre 2007   | Spacewatch                              |
| 697823 | 2017 KZ15                | 2 aprile 2011     | Spacewatch                              |
| 697824 | 2017 KB16                | 2 gennaio 2016    | Pan-STARRS                              |
| 697825 | 2017 KV20                | 27 agosto 2014    | Pan-STARRS                              |
| 697826 | 2017 KG21                | 5 marzo 2006      | Spacewatch                              |
| 697827 | 2017 KC25                | 13 gennaio 2015   | Pan-STARRS                              |
| 697828 | 2017 KB26                | 2 aprile 2016     | Mount Lemmon Survey                     |
| 697829 | 2017 KY27                | 12 marzo 2011     | Mount Lemmon Survey                     |
| 697830 | 2017 KZ29                | 25 aprile 2006    | Spacewatch                              |
| 697831 | 2017 KS33                | 23 settembre 2008 | Spacewatch                              |
| 697832 | 2017 KA37                | 18 gennaio 2015   | Pan-STARRS                              |
| 697833 | 2017 KN37                | 18 settembre 2014 | Pan-STARRS                              |
| 697834 | 2017 KZ38                | 19 maggio 2017    | Pan-STARRS                              |
| 697835 | 2017 KS39                | 19 maggio 2017    | Pan-STARRS                              |
| 697836 | 2017 KB40                | 24 maggio 2017    | Pan-STARRS                              |
| 697837 | 2017 KT43                | 19 maggio 2017    | Pan-STARRS                              |
| 697838 | 2017 KP44                | 28 settembre 2003 | SDSS Collaboration                      |
| 697839 | 2017 LN3                 | 28 marzo 2016     | CTIO-DECam                              |
| 697840 | 2017 MK4                 | 4 luglio 2010     | Mount Lemmon Survey                     |
| 697841 | 2017 MV15                | 23 giugno 2017    | Pan-STARRS                              |
| 697842 | 2017 MH16                | 25 giugno 2017    | Pan-STARRS                              |
| 697843 | 2017 ML16                | 21 giugno 2017    | Pan-STARRS                              |
| 697844 | 2017 MO22                | 20 giugno 2017    | Pan-STARRS                              |
| 697845 | 2017 MB23                | 21 giugno 2017    | Pan-STARRS                              |
| 697846 | 2017 NE2                 | 17 aprile 2009    | Mount Lemmon Survey                     |
| 697847 | 2017 NZ2                 | 12 novembre 2010  | Mount Lemmon Survey                     |
| 697848 | 2017 NV7                 | 5 luglio 2017     | Pan-STARRS                              |
| 697849 | 2017 NB8                 | 4 luglio 2017     | Pan-STARRS                              |
| 697850 | 2017 NL19                | 4 luglio 2017     | Pan-STARRS                              |
| 697851 | 2017 NW19                | 27 settembre 2006 | Spacewatch                              |
| 697852 | 2017 OK3                 | 24 maggio 2006    | Mount Lemmon Survey                     |
| 697853 | 2017 OY3                 | 15 luglio 2013    | Pan-STARRS                              |
| 697854 | 2017 OD4                 | 29 luglio 2002    | NEAT                                    |
| 697855 | 2017 OC16                | 24 giugno 2017    | Pan-STARRS                              |
| 697856 | 2017 OH20                | 17 settembre 2004 | Spacewatch                              |
| 697857 | 2017 OS21                | 27 maggio 2017    | Pan-STARRS                              |
| 697858 | 2017 OA23                | 10 dicembre 2010  | Spacewatch                              |
| 697859 | 2017 OV24                | 10 agosto 2013    | Mount Lemmon Survey                     |
| 697860 | 2017 OC34                | 15 agosto 2013    | Pan-STARRS                              |
| 697861 | 2017 OW35                | 13 novembre 2012  | Mount Lemmon Survey                     |
| 697862 | 2017 OJ39                | 28 gennaio 2016   | Pan-STARRS                              |
| 697863 | 2017 OF40                | 27 luglio 2017    | Pan-STARRS                              |
| 697864 | 2017 OJ45                | 2 agosto 2013     | Pan-STARRS                              |
| 697865 | 2017 OJ50                | 29 luglio 2017    | Pan-STARRS                              |
| 697866 | 2017 OD52                | 5 settembre 2008  | Spacewatch                              |
| 697867 | 2017 OB53                | 17 marzo 2012     | R. Holmes                               |
| 697868 | 2017 OE54                | 25 febbraio 2006  | Mount Lemmon Survey                     |
| 697869 | 2017 OJ54                | 4 dicembre 2007   | Spacewatch                              |
| 697870 | 2017 OP55                | 29 settembre 2005 | Mount Lemmon Survey                     |
| 697871 | 2017 OZ56                | 19 luglio 2007    | Mount Lemmon Survey                     |
| 697872 | 2017 OC87                | 30 luglio 2017    | Pan-STARRS                              |
| 697873 | 2017 OE87                | 26 luglio 2017    | Pan-STARRS                              |
| 697874 | 2017 OE90                | 30 luglio 2017    | Pan-STARRS                              |
| 697875 | 2017 OM90                | 24 luglio 2017    | Pan-STARRS                              |
| 697876 | 2017 OB91                | 30 luglio 2017    | Pan-STARRS                              |
| 697877 | 2017 OG91                | 24 luglio 2017    | Pan-STARRS                              |
| 697878 | 2017 OD92                | 26 luglio 2017    | Pan-STARRS                              |
| 697879 | 2017 OA93                | 25 luglio 2017    | Pan-STARRS                              |
| 697880 | 2017 OP93                | 3 maggio 2016     | CTIO-DECam                              |
| 697881 | 2017 OD94                | 30 luglio 2017    | Pan-STARRS                              |
| 697882 | 2017 OP95                | 25 giugno 2017    | Pan-STARRS                              |
| 697883 | 2017 OU95                | 30 luglio 2017    | Pan-STARRS                              |
| 697884 | 2017 OF96                | 29 luglio 2017    | Pan-STARRS                              |
| 697885 | 2017 OD102               | 25 luglio 2017    | Pan-STARRS                              |
| 697886 | 2017 OQ104               | 25 luglio 2017    | Pan-STARRS                              |
| 697887 | 2017 OJ116               | 26 ottobre 2005   | Spacewatch                              |
| 697888 | 2017 OA121               | 27 luglio 2017    | Pan-STARRS                              |
| 697889 | 2017 OS129               | 25 luglio 2017    | Pan-STARRS                              |
| 697890 | 2017 OJ132               | 24 luglio 2017    | Pan-STARRS                              |
| 697891 | 2017 OC133               | 25 luglio 2017    | Pan-STARRS                              |
| 697892 | 2017 OG135               | 23 gennaio 2015   | Pan-STARRS                              |
| 697893 | 2017 OW138               | 30 luglio 2017    | Pan-STARRS                              |
| 697894 | 2017 OT155               | 23 ottobre 2009   | Mount Lemmon Survey                     |
| 697895 | 2017 OX187               | 12 settembre 2013 | Mount Lemmon Survey                     |
| 697896 | 2017 PW                  | 12 luglio 2013    | Pan-STARRS                              |
| 697897 | 2017 PP3                 | 17 febbraio 2007  | Spacewatch                              |
| 697898 | 2017 PU3                 | 1 luglio 2013     | Pan-STARRS                              |
| 697899 | 2017 PE9                 | 10 febbraio 2016  | Pan-STARRS                              |
| 697900 | 2017 PT10                | 23 aprile 2009    | Mount Lemmon Survey                     |

## 697901–698000
| Nome   | Designazione provvisoria | Data di scoperta  | Scopritore                  |
| ------ | ------------------------ | ----------------- | --------------------------- |
| 697901 | 2017 PA11                | 25 gennaio 2015   | Pan-STARRS                  |
| 697902 | 2017 PN30                | 26 luglio 2017    | Pan-STARRS                  |
| 697903 | 2017 PP38                | 1 aprile 2016     | Pan-STARRS                  |
| 697904 | 2017 PO42                | 4 agosto 2017     | Pan-STARRS                  |
| 697905 | 2017 PC43                | 23 marzo 2015     | L. H. Wasserman, M. W. Buie |
| 697906 | 2017 PL46                | 1 agosto 2017     | Pan-STARRS                  |
| 697907 | 2017 PY51                | 4 agosto 2017     | Pan-STARRS                  |
| 697908 | 2017 PE54                | 4 agosto 2017     | Pan-STARRS                  |
| 697909 | 2017 PB57                | 1 agosto 2017     | Pan-STARRS                  |
| 697910 | 2017 PG65                | 23 gennaio 2015   | Pan-STARRS                  |
| 697911 | 2017 PV87                | 30 gennaio 2011   | Mount Lemmon Survey         |
| 697912 | 2017 QH                  | 27 febbraio 2006  | Mount Lemmon Survey         |
| 697913 | 2017 QY3                 | 13 maggio 2005    | Spacewatch                  |
| 697914 | 2017 QB8                 | 13 gennaio 2015   | Pan-STARRS                  |
| 697915 | 2017 QW19                | 19 marzo 2009     | Spacewatch                  |
| 697916 | 2017 QS20                | 12 agosto 2013    | Pan-STARRS                  |
| 697917 | 2017 QV21                | 27 marzo 2008     | Mount Lemmon Survey         |
| 697918 | 2017 QY23                | 16 settembre 1998 | Spacewatch                  |
| 697919 | 2017 QU30                | 26 ottobre 2005   | Spacewatch                  |
| 697920 | 2017 QM36                | 5 luglio 2017     | Pan-STARRS                  |
| 697921 | 2017 QF39                | 8 febbraio 2016   | Mount Lemmon Survey         |
| 697922 | 2017 QR41                | 8 febbraio 2002   | Spacewatch                  |
| 697923 | 2017 QX44                | 8 gennaio 2016    | Pan-STARRS                  |
| 697924 | 2017 QZ44                | 17 agosto 2017    | Pan-STARRS                  |
| 697925 | 2017 QO53                | 19 settembre 1998 | SDSS Collaboration          |
| 697926 | 2017 QR90                | 17 agosto 2017    | Pan-STARRS                  |
| 697927 | 2017 QD93                | 21 marzo 1999     | SDSS Collaboration          |
| 697928 | 2017 QE94                | 18 agosto 2017    | Pan-STARRS                  |
| 697929 | 2017 QO94                | 16 agosto 2017    | Pan-STARRS                  |
| 697930 | 2017 QD95                | 18 agosto 2017    | Pan-STARRS                  |
| 697931 | 2017 QD98                | 31 agosto 2017    | Pan-STARRS                  |
| 697932 | 2017 QH98                | 31 agosto 2017    | Pan-STARRS                  |
| 697933 | 2017 QJ99                | 1 agosto 2017     | Pan-STARRS                  |
| 697934 | 2017 QM101               | 24 agosto 2017    | Pan-STARRS                  |
| 697935 | 2017 QE109               | 31 agosto 2017    | Pan-STARRS                  |
| 697936 | 2017 QV118               | 23 agosto 2017    | PMO NEO                     |
| 697937 | 2017 QY120               | 5 febbraio 2011   | Pan-STARRS                  |
| 697938 | 2017 QH124               | 29 marzo 2016     | CTIO-DECam                  |
| 697939 | 2017 QD125               | 16 agosto 2017    | Pan-STARRS                  |
| 697940 | 2017 QG126               | 16 agosto 2017    | Pan-STARRS                  |
| 697941 | 2017 QS127               | 24 agosto 2017    | Pan-STARRS                  |
| 697942 | 2017 QV131               | 5 febbraio 2011   | CSS                         |
| 697943 | 2017 QM132               | 31 agosto 2017    | Pan-STARRS                  |
| 697944 | 2017 QV161               | 19 agosto 2017    | Pan-STARRS                  |
| 697945 | 2017 QE164               | 17 agosto 2017    | Pan-STARRS                  |
| 697946 | 2017 QB170               | 4 settembre 2013  | Mount Lemmon Survey         |
| 697947 | 2017 QC170               | 24 agosto 2017    | Pan-STARRS                  |
| 697948 | 2017 RZ1                 | 11 gennaio 2016   | Pan-STARRS                  |
| 697949 | 2017 RL4                 | 28 aprile 2008    | Mount Lemmon Survey         |
| 697950 | 2017 RW13                | 5 febbraio 2011   | Pan-STARRS                  |
| 697951 | 2017 RT16                | 20 novembre 2009  | Spacewatch                  |
| 697952 | 2017 RD19                | 3 aprile 2016     | Pan-STARRS                  |
| 697953 | 2017 RL22                | 13 settembre 2013 | Mount Lemmon Survey         |
| 697954 | 2017 RL23                | 31 luglio 2013    | L. Elenin                   |
| 697955 | 2017 RQ27                | 27 ottobre 2005   | Spacewatch                  |
| 697956 | 2017 RR32                | 3 ottobre 2013    | Mount Lemmon Survey         |
| 697957 | 2017 RL40                | 14 febbraio 2007  | Osservatorio di Mauna Kea   |
| 697958 | 2017 RP41                | 23 febbraio 2007  | Spacewatch                  |
| 697959 | 2017 RO50                | 13 luglio 2013    | Pan-STARRS                  |
| 697960 | 2017 RB55                | 16 febbraio 2015  | Pan-STARRS                  |
| 697961 | 2017 RY55                | 1 luglio 2013     | Pan-STARRS                  |
| 697962 | 2017 RH56                | 12 ottobre 2013   | Spacewatch                  |
| 697963 | 2017 RY57                | 20 agosto 2017    | Pan-STARRS                  |
| 697964 | 2017 RX59                | 21 settembre 2009 | Mount Lemmon Survey         |
| 697965 | 2017 RT63                | 10 marzo 2016     | Pan-STARRS                  |
| 697966 | 2017 RE69                | 23 gennaio 2015   | Pan-STARRS                  |
| 697967 | 2017 RD75                | 28 gennaio 2015   | Pan-STARRS                  |
| 697968 | 2017 RW77                | 27 dicembre 2014  | Mount Lemmon Survey         |
| 697969 | 2017 RU82                | 8 aprile 2003     | Spacewatch                  |
| 697970 | 2017 RL83                | 22 luglio 2006    | Mount Lemmon Survey         |
| 697971 | 2017 RK85                | 11 gennaio 2008   | Spacewatch                  |
| 697972 | 2017 RZ87                | 13 settembre 2002 | NEAT                        |
| 697973 | 2017 RK88                | 1 aprile 2016     | Pan-STARRS                  |
| 697974 | 2017 RS90                | 29 ottobre 2005   | Mount Lemmon Survey         |
| 697975 | 2017 RP94                | 15 settembre 2017 | Pan-STARRS                  |
| 697976 | 2017 RQ95                | 8 ottobre 2013    | Spacewatch                  |
| 697977 | 2017 RW95                | 15 settembre 2017 | Pan-STARRS                  |
| 697978 | 2017 RQ97                | 29 maggio 2008    | Spacewatch                  |
| 697979 | 2017 RT99                | 20 novembre 2006  | Spacewatch                  |
| 697980 | 2017 RV99                | 3 dicembre 2013   | Pan-STARRS                  |
| 697981 | 2017 RM101               | 31 agosto 2017    | Pan-STARRS                  |
| 697982 | 2017 RK117               | 1 settembre 2017  | Pan-STARRS                  |
| 697983 | 2017 RE120               | 2 settembre 2017  | Pan-STARRS                  |
| 697984 | 2017 RK120               | 14 settembre 2017 | Pan-STARRS                  |
| 697985 | 2017 RR120               | 15 settembre 2017 | Pan-STARRS                  |
| 697986 | 2017 RT120               | 9 febbraio 2016   | Pan-STARRS                  |
| 697987 | 2017 RV120               | 14 settembre 2017 | Pan-STARRS                  |
| 697988 | 2017 RD121               | 14 settembre 2017 | Pan-STARRS                  |
| 697989 | 2017 RP121               | 3 settembre 2017  | Mount Lemmon Survey         |
| 697990 | 2017 RS121               | 14 settembre 2017 | Pan-STARRS                  |
| 697991 | 2017 RX121               | 14 settembre 2017 | Pan-STARRS                  |
| 697992 | 2017 RF122               | 1 settembre 2017  | Pan-STARRS                  |
| 697993 | 2017 RT123               | 1 settembre 2017  | Pan-STARRS                  |
| 697994 | 2017 RU124               | 14 settembre 2017 | Pan-STARRS                  |
| 697995 | 2017 RF136               | 2 settembre 2017  | Pan-STARRS                  |
| 697996 | 2017 RX144               | 1 settembre 2017  | Pan-STARRS                  |
| 697997 | 2017 RB156               | 12 settembre 2017 | Pan-STARRS                  |
| 697998 | 2017 RA171               | 15 settembre 2017 | Pan-STARRS                  |
| 697999 | 2017 SM                  | 18 gennaio 2012   | Spacewatch                  |
| 698000 | 2017 SJ1                 | 31 agosto 2017    | Pan-STARRS                  |